# The Cambridge Grammar of the English Language
The Cambridge Grammar of the English Language (CGEL) (pol. Cambridge gramatyka języka angielskiego) – gramatyka opisowa standardowego języka angielskiego. Głównymi autorami byli Rodney Huddleston i Geoffrey Keith Pullum, czołowi brytyjscy lingwiści, ale tylko Huddleston miał swój udział w powstawaniu wpisów w każdym rozdziale. Książka liczy 1860 stron i ma 20 rozdziałów  oprawiona jest w twardą okładkę. Została wydana w 2002 roku przez Cambridge University Pressy.

## Historia
Huddleston napisał w 1988 roku bardzo krytyczną recenzję książki A comprehensive grammar of the English language:
Pod pewnymi względami jest ona poważnie wadliwa i rozczarowująca. Wydaje się, że nie przemyślano z należytą starannością szeregu całkiem podstawowych kategorii i pojęć; skutkuje to niezwykłą niejasnością i niespójnością w analizie i organizacji gramatyki.
Mniej więcej w tym czasie Huddleston rozpoczął pracę nad książką CGEL, a Pullum dołączył do jego projektu w 1995 roku, po tym jak Huddleston narzekał na trudności jakie miał w utrzymaniu tempa prac nad projektem, który wówczas trwał już 5 lat.

## Autorzy w kolejności alfabetycznej
- Laurie Bauer
- Betty Birner
- Ted Briscoe
- Peter Collins
- Rodney Huddleston
- Anita Mittwoch
- Geoffrey Nunberg
- John Payne
- Frank R. Palmer
- Peter Peterson
- Geoffrey K. Pullum
- Lesley Stirling
- Gregory Ward

### Współautorzy
- David Denison
- David Lee

## Recenzje
- Aarts, Bas. (2004). Grammatici certant. Journal of Linguistics, 40, 365–382,
- Culicover, Peter W. (2004). "The Cambridge Grammar of the English Language (review)". Language, 80 (1), 127–141,
- Griffiths, Eric. (2002). "Review: The Cambridge Grammar of the English Language by Rodney Huddleston and Geoffrey K Pullum". The Guardian,
- Leech, Geoffrey. (2004). A new Gray's Anatomy of English grammar. English Language and Linguistics, 8 (1), 121–147.

Książka wygrała nagrodę Leonarda Bloomfielda towarzystwa naukowego Linguistic Society of America w 2004 roku.